# Transports en commun de Bastia
ViaBastia est le réseau de transport en commun desservant la communauté d'agglomération de Bastia ainsi que les communes de Biguglia et de Brando en Haute-Corse.

## Historique
La Société des autobus bastiais est créée le 1er janvier 1955 et enregistrée au registre du commerce le 20 juillet suivant.
Le réseau a été profondément revu en septembre 2008.
En 2016, la desserte des communes de Brando et Erbalunga, située en dehors de l'agglomération, est supprimée en raison de l'avis du préfet de Corse qui l'a jugé illégale.
Le 1er janvier 2022, le réseau sera entièrement restructuré autour de trois lignes structurantes (A à C), six lignes régulières (1 à 6) et quatre lignes gratuites ; en outre, il se dotera d'un nom commercial ViaBastia et sera exploité pour la période 2022-2025 via une délégation de service public attribué à l'exploitant historique, la Société des autobus bastiais.

## Lignes régulières

### Présentation
Le réseau dessert l'ensemble de la communauté d'agglomération de Bastia via 14 lignes urbaines, deux navettes, une ligne de soirée, deux lignes estivales et un service de transport à la demande destiné aux personnes à mobilité réduite.

### Lignes principales
| Ligne | Caractéristiques | Caractéristiques                              | Caractéristiques                              | Caractéristiques                              | Caractéristiques                              | Caractéristiques                              | Caractéristiques                              | Caractéristiques                              | Caractéristiques                              |
| A     | Casatorra Casa Cumuna ⥋ Palazzu di Ghjustizia | Casatorra Casa Cumuna ⥋ Palazzu di Ghjustizia | Casatorra Casa Cumuna ⥋ Palazzu di Ghjustizia | Casatorra Casa Cumuna ⥋ Palazzu di Ghjustizia | Casatorra Casa Cumuna ⥋ Palazzu di Ghjustizia | Casatorra Casa Cumuna ⥋ Palazzu di Ghjustizia | Casatorra Casa Cumuna ⥋ Palazzu di Ghjustizia | Casatorra Casa Cumuna ⥋ Palazzu di Ghjustizia | Casatorra Casa Cumuna ⥋ Palazzu di Ghjustizia |
| ----- | --- | --------------------------------------------- | --------------------------------------------- | --------------------------------------------- | --------------------------------------------- | --------------------------------------------- | --------------------------------------------- | --------------------------------------------- | --------------------------------------------- |
| A     | Ouverture / Fermeture 3 janvier 2022 / — | Longueur —                                    | Durée —                                       | Nb. d’arrêts 33                               | Matériel —                                    | Jours de fonctionnement L, Ma, Me, J, V, S, D | Jour / Soir / Nuit / Fêtes O / N / N / O      | Voy. / an —                                   | Exploitant SAB                                |
| A     | Desserte : - Communes et lieux desservis : Biguglia, Furiani et Bastia - Gares desservies : Gare de Casatorra, Gare de Furiani, Gare de Montesoro, Gare de Bassanese, Gare de Lupino               |                                               |                                               |                                               |                                               |                                               |                                               |                                               |                                               |
| A     | Autre : - Amplitudes horaires : La ligne fonctionne du lundi au samedi de 6 h 15 à 19 h 30 et les dimanches et fêtes de 6 h 30 à 19 h 10 environ. - Date de dernière mise à jour : 3 janvier 2022. |                                               |                                               |                                               |                                               |                                               |                                               |                                               |                                               |
| A     | Dernière actualisation : — |                                               |                                               |                                               |                                               |                                               |                                               |                                               |                                               |
| B     | Liceu di Montesoru ⥋ Toga | Liceu di Montesoru ⥋ Toga                     | Liceu di Montesoru ⥋ Toga                     | Liceu di Montesoru ⥋ Toga                     | Liceu di Montesoru ⥋ Toga                     | Liceu di Montesoru ⥋ Toga                     | Liceu di Montesoru ⥋ Toga                     | Liceu di Montesoru ⥋ Toga                     | Liceu di Montesoru ⥋ Toga                     |
| B     | Ouverture / Fermeture 3 janvier 2022 / — | Longueur —                                    | Durée —                                       | Nb. d’arrêts 27                               | Matériel —                                    | Jours de fonctionnement L, Ma, Me, J, V, S, D | Jour / Soir / Nuit / Fêtes O / N / N / O      | Voy. / an —                                   | Exploitant SAB                                |
| B     | Desserte : - Communes et lieux desservis : Bastia - Gares desservies : Gare de Montesoro, Gare de Bassanese, Gare de Lupino                                                                        |                                               |                                               |                                               |                                               |                                               |                                               |                                               |                                               |
| B     | Autre : - Amplitudes horaires : La ligne fonctionne du lundi au samedi de 6 h à 20 h 45 et les dimanches et fêtes de 7 h à 20 h 30 environ. - Date de dernière mise à jour : 3 janvier 2022.       |                                               |                                               |                                               |                                               |                                               |                                               |                                               |                                               |
| B     | Dernière actualisation : — |                                               |                                               |                                               |                                               |                                               |                                               |                                               |                                               |
| C     | Merria di Bastia ⥋ Castellucciu | Merria di Bastia ⥋ Castellucciu               | Merria di Bastia ⥋ Castellucciu               | Merria di Bastia ⥋ Castellucciu               | Merria di Bastia ⥋ Castellucciu               | Merria di Bastia ⥋ Castellucciu               | Merria di Bastia ⥋ Castellucciu               | Merria di Bastia ⥋ Castellucciu               | Merria di Bastia ⥋ Castellucciu               |
| C     | Ouverture / Fermeture 3 janvier 2022 / — | Longueur —                                    | Durée —                                       | Nb. d’arrêts 19                               | Matériel —                                    | Jours de fonctionnement L, Ma, Me, J, V, S, D | Jour / Soir / Nuit / Fêtes O / N / N / O      | Voy. / an —                                   | Exploitant SAB                                |
| C     | Desserte : - Communes et lieux desservis : Bastia, Ville-di-Pietrabugno, San-Martino-di-Lota, Santa-Maria-di-Lota et Brando - Gares desservies : Aucune.                                           |                                               |                                               |                                               |                                               |                                               |                                               |                                               |                                               |
| C     | Autre : - Amplitudes horaires : La ligne fonctionne du lundi au samedi de 6 h 30 à 19 h 50 et les dimanches et fêtes de 8 h à 19 h 20 environ. - Date de dernière mise à jour : 3 janvier 2022.    |                                               |                                               |                                               |                                               |                                               |                                               |                                               |                                               |
| C     | Dernière actualisation : — |                                               |                                               |                                               |                                               |                                               |                                               |                                               |                                               |

### Lignes secondaires
| Ligne | Caractéristiques | Caractéristiques                                           | Caractéristiques                                           | Caractéristiques                                           | Caractéristiques                                           | Caractéristiques                                           | Caractéristiques                                           | Caractéristiques                                           | Caractéristiques                                           |
| 1     | Gara di Bastia ⥋ Liceu di Montesoru | Gara di Bastia ⥋ Liceu di Montesoru                        | Gara di Bastia ⥋ Liceu di Montesoru                        | Gara di Bastia ⥋ Liceu di Montesoru                        | Gara di Bastia ⥋ Liceu di Montesoru                        | Gara di Bastia ⥋ Liceu di Montesoru                        | Gara di Bastia ⥋ Liceu di Montesoru                        | Gara di Bastia ⥋ Liceu di Montesoru                        | Gara di Bastia ⥋ Liceu di Montesoru                        |
| ----- | --- | ---------------------------------------------------------- | ---------------------------------------------------------- | ---------------------------------------------------------- | ---------------------------------------------------------- | ---------------------------------------------------------- | ---------------------------------------------------------- | ---------------------------------------------------------- | ---------------------------------------------------------- |
| 1     | Ouverture / Fermeture 3 janvier 2022 / — | Longueur —                                                 | Durée —                                                    | Nb. d’arrêts 19                                            | Matériel —                                                 | Jours de fonctionnement L, Ma, Me, J, V, S                 | Jour / Soir / Nuit / Fêtes O / N / N / N                   | Voy. / an —                                                | Exploitant SAB                                             |
| 1     | Desserte : - Communes et lieux desservis : Bastia - Gares desservies : Gare de Bastia et Gare de Montesoro |                                                            |                                                            |                                                            |                                                            |                                                            |                                                            |                                                            |                                                            |
| 1     | Autre : - Amplitudes horaires : La ligne fonctionne du lundi au samedi de 6 h à 20 h 30 environ. - Date de dernière mise à jour : 3 janvier 2022.                                                                                         |                                                            |                                                            |                                                            |                                                            |                                                            |                                                            |                                                            |                                                            |
| 1     | Dernière actualisation : — |                                                            |                                                            |                                                            |                                                            |                                                            |                                                            |                                                            |                                                            |
| 2     | Gara di Bastia ⥋ Ospidale di a Falcunaghja | Gara di Bastia ⥋ Ospidale di a Falcunaghja                 | Gara di Bastia ⥋ Ospidale di a Falcunaghja                 | Gara di Bastia ⥋ Ospidale di a Falcunaghja                 | Gara di Bastia ⥋ Ospidale di a Falcunaghja                 | Gara di Bastia ⥋ Ospidale di a Falcunaghja                 | Gara di Bastia ⥋ Ospidale di a Falcunaghja                 | Gara di Bastia ⥋ Ospidale di a Falcunaghja                 | Gara di Bastia ⥋ Ospidale di a Falcunaghja                 |
| 2     | Ouverture / Fermeture 3 janvier 2022 / — | Longueur —                                                 | Durée —                                                    | Nb. d’arrêts 23                                            | Matériel —                                                 | Jours de fonctionnement L, Ma, Me, J, V, S, D              | Jour / Soir / Nuit / Fêtes O / N / N / O                   | Voy. / an —                                                | Exploitant SAB                                             |
| 2     | Desserte : - Communes et lieux desservis : Bastia - Gares desservies : Gare de Bastia et Gare de Lupino |                                                            |                                                            |                                                            |                                                            |                                                            |                                                            |                                                            |                                                            |
| 2     | Autre : - Amplitudes horaires : La ligne fonctionne du lundi au samedi de 6 h 15 à 20 h 15 et les dimanches et fêtes de 6 h 15 à 19 h 45 environ. - Date de dernière mise à jour : 3 janvier 2022.                                        |                                                            |                                                            |                                                            |                                                            |                                                            |                                                            |                                                            |                                                            |
| 2     | Dernière actualisation : — |                                                            |                                                            |                                                            |                                                            |                                                            |                                                            |                                                            |                                                            |
| 3     | (Circulaire) Toga Aghja di Cansa ⥋ Piazza d’À / Cappuccini | (Circulaire) Toga Aghja di Cansa ⥋ Piazza d’À / Cappuccini | (Circulaire) Toga Aghja di Cansa ⥋ Piazza d’À / Cappuccini | (Circulaire) Toga Aghja di Cansa ⥋ Piazza d’À / Cappuccini | (Circulaire) Toga Aghja di Cansa ⥋ Piazza d’À / Cappuccini | (Circulaire) Toga Aghja di Cansa ⥋ Piazza d’À / Cappuccini | (Circulaire) Toga Aghja di Cansa ⥋ Piazza d’À / Cappuccini | (Circulaire) Toga Aghja di Cansa ⥋ Piazza d’À / Cappuccini | (Circulaire) Toga Aghja di Cansa ⥋ Piazza d’À / Cappuccini |
| 3     | Ouverture / Fermeture 3 janvier 2022 / — | Longueur —                                                 | Durée —                                                    | Nb. d’arrêts 22                                            | Matériel —                                                 | Jours de fonctionnement L, Ma, Me, J, V, S                 | Jour / Soir / Nuit / Fêtes O / N / N / N                   | Voy. / an —                                                | Exploitant SAB                                             |
| 3     | Desserte : - Communes et lieux desservis : Bastia - Gares desservies : Gare de Bastia |                                                            |                                                            |                                                            |                                                            |                                                            |                                                            |                                                            |                                                            |
| 3     | Autre : - Amplitudes horaires : La ligne fonctionne du lundi au samedi de 7 h 50 à 19 h 50 environ. - Date de dernière mise à jour : 3 janvier 2022.                                                                                      |                                                            |                                                            |                                                            |                                                            |                                                            |                                                            |                                                            |                                                            |
| 3     | Dernière actualisation : — |                                                            |                                                            |                                                            |                                                            |                                                            |                                                            |                                                            |                                                            |
| 4     | Gara di Bastia ⥋ Casevecchje / Alzetu | Gara di Bastia ⥋ Casevecchje / Alzetu                      | Gara di Bastia ⥋ Casevecchje / Alzetu                      | Gara di Bastia ⥋ Casevecchje / Alzetu                      | Gara di Bastia ⥋ Casevecchje / Alzetu                      | Gara di Bastia ⥋ Casevecchje / Alzetu                      | Gara di Bastia ⥋ Casevecchje / Alzetu                      | Gara di Bastia ⥋ Casevecchje / Alzetu                      | Gara di Bastia ⥋ Casevecchje / Alzetu                      |
| 4     | Ouverture / Fermeture 3 janvier 2022 / — | Longueur —                                                 | Durée —                                                    | Nb. d’arrêts 6 / 11                                        | Matériel —                                                 | Jours de fonctionnement L, Ma, Me, J, V, S                 | Jour / Soir / Nuit / Fêtes O / N / N / N                   | Voy. / an —                                                | Exploitant SAB                                             |
| 4     | Desserte : - Communes et lieux desservis : Bastia et Ville-di-Pietrabugno - Gares desservies : Gare de Bastia |                                                            |                                                            |                                                            |                                                            |                                                            |                                                            |                                                            |                                                            |
| 4     | Autre : - Amplitudes horaires : La ligne fonctionne du lundi au samedi de 8 h à 17 h environ. - Particularités : Le terminus varie selon les services. - Date de dernière mise à jour : 3 janvier 2022.                                   |                                                            |                                                            |                                                            |                                                            |                                                            |                                                            |                                                            |                                                            |
| 4     | Dernière actualisation : — |                                                            |                                                            |                                                            |                                                            |                                                            |                                                            |                                                            |                                                            |
| 5     | Palazzu di Ghjustì ⥋ Cardu | Palazzu di Ghjustì ⥋ Cardu                                 | Palazzu di Ghjustì ⥋ Cardu                                 | Palazzu di Ghjustì ⥋ Cardu                                 | Palazzu di Ghjustì ⥋ Cardu                                 | Palazzu di Ghjustì ⥋ Cardu                                 | Palazzu di Ghjustì ⥋ Cardu                                 | Palazzu di Ghjustì ⥋ Cardu                                 | Palazzu di Ghjustì ⥋ Cardu                                 |
| 5     | Ouverture / Fermeture 3 janvier 2022 / — | Longueur —                                                 | Durée —                                                    | Nb. d’arrêts 15                                            | Matériel —                                                 | Jours de fonctionnement L, Ma, Me, J, V, S                 | Jour / Soir / Nuit / Fêtes O / N / N / N                   | Voy. / an —                                                | Exploitant SAB                                             |
| 5     | Desserte : - Communes et lieux desservis : Bastia - Gares desservies : Aucune. |                                                            |                                                            |                                                            |                                                            |                                                            |                                                            |                                                            |                                                            |
| 5     | Autre : - Amplitudes horaires : La ligne fonctionne du lundi au samedi de 7 h à 20 h environ. - Particularités : Quelques départs vers le centre-ville sont assurés depuis l'arrêt Cime. - Date de dernière mise à jour : 3 janvier 2022. |                                                            |                                                            |                                                            |                                                            |                                                            |                                                            |                                                            |                                                            |
| 5     | Dernière actualisation : — |                                                            |                                                            |                                                            |                                                            |                                                            |                                                            |                                                            |                                                            |
| 6     | Merria di Bastia ⥋ San Martinu Paese | Merria di Bastia ⥋ San Martinu Paese                       | Merria di Bastia ⥋ San Martinu Paese                       | Merria di Bastia ⥋ San Martinu Paese                       | Merria di Bastia ⥋ San Martinu Paese                       | Merria di Bastia ⥋ San Martinu Paese                       | Merria di Bastia ⥋ San Martinu Paese                       | Merria di Bastia ⥋ San Martinu Paese                       | Merria di Bastia ⥋ San Martinu Paese                       |
| 6     | Ouverture / Fermeture 3 janvier 2022 / — | Longueur —                                                 | Durée —                                                    | Nb. d’arrêts 13                                            | Matériel —                                                 | Jours de fonctionnement L, Ma, Me, J, V, S                 | Jour / Soir / Nuit / Fêtes O / N / N / N                   | Voy. / an —                                                | Exploitant SAB                                             |
| 6     | Desserte : - Communes et lieux desservis : Bastia, Ville-di-Pietrabugno et San-Martino-di-Lota - Gares desservies : Aucune. |                                                            |                                                            |                                                            |                                                            |                                                            |                                                            |                                                            |                                                            |
| 6     | Autre : - Amplitudes horaires : La ligne fonctionne du lundi au samedi de 8 h 30 à 15 h 45 (17 h durant les vacances scolaires) environ. - Date de dernière mise à jour : 3 janvier 2022.                                                 |                                                            |                                                            |                                                            |                                                            |                                                            |                                                            |                                                            |                                                            |
| 6     | Dernière actualisation : — |                                                            |                                                            |                                                            |                                                            |                                                            |                                                            |                                                            |                                                            |

### Ligne nocturne
| Ligne | Caractéristiques | Caractéristiques                 | Caractéristiques                 | Caractéristiques                 | Caractéristiques                 | Caractéristiques                           | Caractéristiques                         | Caractéristiques                 | Caractéristiques                 |
| N     | Ospidale di a Falcunaghja ⥋ Toga | Ospidale di a Falcunaghja ⥋ Toga | Ospidale di a Falcunaghja ⥋ Toga | Ospidale di a Falcunaghja ⥋ Toga | Ospidale di a Falcunaghja ⥋ Toga | Ospidale di a Falcunaghja ⥋ Toga           | Ospidale di a Falcunaghja ⥋ Toga         | Ospidale di a Falcunaghja ⥋ Toga | Ospidale di a Falcunaghja ⥋ Toga |
| ----- | --- | -------------------------------- | -------------------------------- | -------------------------------- | -------------------------------- | ------------------------------------------ | ---------------------------------------- | -------------------------------- | -------------------------------- |
| N     | Ouverture / Fermeture 3 janvier 2022 / — | Longueur —                       | Durée —                          | Nb. d’arrêts 31                  | Matériel —                       | Jours de fonctionnement L, Ma, Me, J, V, S | Jour / Soir / Nuit / Fêtes N / O / N / N | Voy. / an —                      | Exploitant SAB                   |
| N     | Desserte : - Communes et lieux desservis : Bastia - Gares desservies : Gare de Montesoro, Gare de Bassanese, Gare de Lupino                                                                        |                                  |                                  |                                  |                                  |                                            |                                          |                                  |                                  |
| N     | Autre : - Amplitudes horaires : La ligne fonctionne en soirée de 21 h à 0 h les vendredis et samedis soir à l'année et du lundi au samedi en été. - Date de dernière mise à jour : 3 janvier 2022. |                                  |                                  |                                  |                                  |                                            |                                          |                                  |                                  |
| N     | Dernière actualisation : — |                                  |                                  |                                  |                                  |                                            |                                          |                                  |                                  |

### Navettes
| Ligne | Caractéristiques | Caractéristiques                                          | Caractéristiques                                          | Caractéristiques                                          | Caractéristiques                                          | Caractéristiques                                          | Caractéristiques                                          | Caractéristiques                                          | Caractéristiques                                          |
| N     | Navette Centre Médical Erbajolo | Navette Centre Médical Erbajolo                           | Navette Centre Médical Erbajolo                           | Navette Centre Médical Erbajolo                           | Navette Centre Médical Erbajolo                           | Navette Centre Médical Erbajolo                           | Navette Centre Médical Erbajolo                           | Navette Centre Médical Erbajolo                           | Navette Centre Médical Erbajolo                           |
| N     | (Circulaire) Liceu di Montesoru ⥋ Centre Médical Erbajolo | (Circulaire) Liceu di Montesoru ⥋ Centre Médical Erbajolo | (Circulaire) Liceu di Montesoru ⥋ Centre Médical Erbajolo | (Circulaire) Liceu di Montesoru ⥋ Centre Médical Erbajolo | (Circulaire) Liceu di Montesoru ⥋ Centre Médical Erbajolo | (Circulaire) Liceu di Montesoru ⥋ Centre Médical Erbajolo | (Circulaire) Liceu di Montesoru ⥋ Centre Médical Erbajolo | (Circulaire) Liceu di Montesoru ⥋ Centre Médical Erbajolo | (Circulaire) Liceu di Montesoru ⥋ Centre Médical Erbajolo |
| ----- | --- | --------------------------------------------------------- | --------------------------------------------------------- | --------------------------------------------------------- | --------------------------------------------------------- | --------------------------------------------------------- | --------------------------------------------------------- | --------------------------------------------------------- | --------------------------------------------------------- |
| N     | Ouverture / Fermeture 3 janvier 2022 / — | Longueur —                                                | Durée —                                                   | Nb. d’arrêts 5                                            | Matériel —                                                | Jours de fonctionnement L, Ma, Me, J, V                   | Jour / Soir / Nuit / Fêtes O / N / N / N                  | Voy. / an —                                               | Exploitant SAB                                            |
| N     | Desserte : - Communes et lieux desservis : Bastia - Gare desservie : Gare de Montesoro |                                                           |                                                           |                                                           |                                                           |                                                           |                                                           |                                                           |                                                           |
| N     | Autre : - Amplitudes horaires : La ligne fonctionne du lundi au vendredi à raison de deux allers-retours par jour. - Date de dernière mise à jour : 3 janvier 2022.                                                                                               |                                                           |                                                           |                                                           |                                                           |                                                           |                                                           |                                                           |                                                           |
| N     | Dernière actualisation : — |                                                           |                                                           |                                                           |                                                           |                                                           |                                                           |                                                           |                                                           |
| N     | Navette Arinella | Navette Arinella                                          | Navette Arinella                                          | Navette Arinella                                          | Navette Arinella                                          | Navette Arinella                                          | Navette Arinella                                          | Navette Arinella                                          | Navette Arinella                                          |
| N     | Merria di Bastia ⥋ A Rinella |                                                           |                                                           |                                                           |                                                           |                                                           |                                                           |                                                           |                                                           |
| N     | Ouverture / Fermeture 1er décembre 2016 / — | Longueur —                                                | Durée —                                                   | Nb. d’arrêts 2                                            | Matériel —                                                | Jours de fonctionnement L, Ma, Me, J, V, S, D             | Jour / Soir / Nuit / Fêtes O / N / N / N                  | Voy. / an —                                               | Exploitant SAB                                            |
| N     | Desserte : - Communes et lieux desservis : Bastia - Gare desservie : Aucune. |                                                           |                                                           |                                                           |                                                           |                                                           |                                                           |                                                           |                                                           |
| N     | Autre : - Amplitudes horaires : La ligne fonctionne tous les jours, sauf les jours fériés, à raison de quatre allers-retours par jour, six en été. - Date de dernière mise à jour : 3 janvier 2022.                                                               |                                                           |                                                           |                                                           |                                                           |                                                           |                                                           |                                                           |                                                           |
| N     | Dernière actualisation : — |                                                           |                                                           |                                                           |                                                           |                                                           |                                                           |                                                           |                                                           |
| N     | Navette Ondina | Navette Ondina                                            | Navette Ondina                                            | Navette Ondina                                            | Navette Ondina                                            | Navette Ondina                                            | Navette Ondina                                            | Navette Ondina                                            | Navette Ondina                                            |
| N     | Santa Maria Maddalé ⥋ Cimitò Ondina |                                                           |                                                           |                                                           |                                                           |                                                           |                                                           |                                                           |                                                           |
| N     | Ouverture / Fermeture 3 janvier 2022 / — | Longueur —                                                | Durée —                                                   | Nb. d’arrêts 6                                            | Matériel —                                                | Jours de fonctionnement période de la toussaint           | Jour / Soir / Nuit / Fêtes O / N / N / O                  | Voy. / an —                                               | Exploitant SAB                                            |
| N     | Desserte : - Communes et lieux desservis : Bastia - Gare desservie : Aucune. |                                                           |                                                           |                                                           |                                                           |                                                           |                                                           |                                                           |                                                           |
| N     | Autre : - Amplitudes horaires : La ligne fonctionne tous les jours en période de la Toussaint de 8 h 30 à 17 h environ. - Date de dernière mise à jour : 3 janvier 2022.                                                                                          |                                                           |                                                           |                                                           |                                                           |                                                           |                                                           |                                                           |                                                           |
| N     | Dernière actualisation : — |                                                           |                                                           |                                                           |                                                           |                                                           |                                                           |                                                           |                                                           |
| N     | Navette estivale Arinella | Navette estivale Arinella                                 | Navette estivale Arinella                                 | Navette estivale Arinella                                 | Navette estivale Arinella                                 | Navette estivale Arinella                                 | Navette estivale Arinella                                 | Navette estivale Arinella                                 | Navette estivale Arinella                                 |
| N     | Ospidale di a Falcunaghja ⥋ A Rinella |                                                           |                                                           |                                                           |                                                           |                                                           |                                                           |                                                           |                                                           |
| N     | Ouverture / Fermeture 2004 / — | Longueur —                                                | Durée —                                                   | Nb. d’arrêts 22 ?                                         | Matériel —                                                | Jours de fonctionnement L, Ma, Me, J, V, S, D             | Jour / Soir / Nuit / Fêtes O / N / N / O                  | Voy. / an —                                               | Exploitant SAB                                            |
| N     | Desserte : - Communes et lieux desservis : Bastia - Gare desservie : Gare de Montesoro |                                                           |                                                           |                                                           |                                                           |                                                           |                                                           |                                                           |                                                           |
| N     | Autre : - Amplitudes horaires : La ligne fonctionne tous les jours en période estivale à raison de quatre allers-retours par jour. - Date de dernière mise à jour : 3 janvier 2022.                                                                               |                                                           |                                                           |                                                           |                                                           |                                                           |                                                           |                                                           |                                                           |
| N     | Dernière actualisation : — |                                                           |                                                           |                                                           |                                                           |                                                           |                                                           |                                                           |                                                           |
| N     | Navette Mandriale | Navette Mandriale                                         | Navette Mandriale                                         | Navette Mandriale                                         | Navette Mandriale                                         | Navette Mandriale                                         | Navette Mandriale                                         | Navette Mandriale                                         | Navette Mandriale                                         |
| N     | Casa Cumuna SMDL ⥋ Mandriale |                                                           |                                                           |                                                           |                                                           |                                                           |                                                           |                                                           |                                                           |
| N     | Ouverture / Fermeture 3 janvier 2022 / — | Longueur —                                                | Durée —                                                   | Nb. d’arrêts 11                                           | Matériel —                                                | Jours de fonctionnement L, Ma, Me, J, V, S                | Jour / Soir / Nuit / Fêtes O / N / N / N                  | Voy. / an —                                               | Exploitant SAB                                            |
| N     | Desserte : - Communes et lieux desservis : Santa-Maria-di-Lota - Gare desservie : Aucune. |                                                           |                                                           |                                                           |                                                           |                                                           |                                                           |                                                           |                                                           |
| N     | Autre : - Amplitudes horaires : La ligne fonctionne du lundi au samedi à raison de quatre allers-retours par jour. - Date de dernière mise à jour : 3 janvier 2022.                                                                                               |                                                           |                                                           |                                                           |                                                           |                                                           |                                                           |                                                           |                                                           |
| N     | Dernière actualisation : — |                                                           |                                                           |                                                           |                                                           |                                                           |                                                           |                                                           |                                                           |
| N     | Navette Hauts de Toga | Navette Hauts de Toga                                     | Navette Hauts de Toga                                     | Navette Hauts de Toga                                     | Navette Hauts de Toga                                     | Navette Hauts de Toga                                     | Navette Hauts de Toga                                     | Navette Hauts de Toga                                     | Navette Hauts de Toga                                     |
| N     | Toga ⥋ Alta di Toga |                                                           |                                                           |                                                           |                                                           |                                                           |                                                           |                                                           |                                                           |
| N     | Ouverture / Fermeture 3 janvier 2022 / — | Longueur —                                                | Durée —                                                   | Nb. d’arrêts 3                                            | Matériel —                                                | Jours de fonctionnement L, Ma, Me, J, V                   | Jour / Soir / Nuit / Fêtes O / N / N / N                  | Voy. / an —                                               | Exploitant SAB                                            |
| N     | Desserte : - Communes et lieux desservis : Bastia - Gare desservie : Aucune. |                                                           |                                                           |                                                           |                                                           |                                                           |                                                           |                                                           |                                                           |
| N     | Autre : - Amplitudes horaires : La ligne fonctionne du lundi au vendredi à raison de quatre allers-retours par jour. - Date de dernière mise à jour : 3 janvier 2022.                                                                                             |                                                           |                                                           |                                                           |                                                           |                                                           |                                                           |                                                           |                                                           |
| N     | Dernière actualisation : — |                                                           |                                                           |                                                           |                                                           |                                                           |                                                           |                                                           |                                                           |
| N     | Navette Furiani Village | Navette Furiani Village                                   | Navette Furiani Village                                   | Navette Furiani Village                                   | Navette Furiani Village                                   | Navette Furiani Village                                   | Navette Furiani Village                                   | Navette Furiani Village                                   | Navette Furiani Village                                   |
| N     | Furiani Paese ⥋ San Pancraziu |                                                           |                                                           |                                                           |                                                           |                                                           |                                                           |                                                           |                                                           |
| N     | Ouverture / Fermeture 3 janvier 2022 / — | Longueur —                                                | Durée —                                                   | Nb. d’arrêts —                                            | Matériel —                                                | Jours de fonctionnement L, Ma, Me, J, V, S                | Jour / Soir / Nuit / Fêtes O / N / N / N                  | Voy. / an —                                               | Exploitant SAB                                            |
| N     | Desserte : - Communes et lieux desservis : Furiani - Gare desservie : Aucune. |                                                           |                                                           |                                                           |                                                           |                                                           |                                                           |                                                           |                                                           |
| N     | Autre : - Amplitudes horaires : La ligne fonctionne du lundi au vendredi de 8 h 15 à 17 h 30 et le samedi à raison de deux allers-retours par jour. - Particularités : Service prolongé jusqu'à la plage en été. - Date de dernière mise à jour : 3 janvier 2022. |                                                           |                                                           |                                                           |                                                           |                                                           |                                                           |                                                           |                                                           |
| N     | Dernière actualisation : — |                                                           |                                                           |                                                           |                                                           |                                                           |                                                           |                                                           |                                                           |
| N     | Navette Furiani Paterno | Navette Furiani Paterno                                   | Navette Furiani Paterno                                   | Navette Furiani Paterno                                   | Navette Furiani Paterno                                   | Navette Furiani Paterno                                   | Navette Furiani Paterno                                   | Navette Furiani Paterno                                   | Navette Furiani Paterno                                   |
| N     | Paternu ⥋ San Pancraziu |                                                           |                                                           |                                                           |                                                           |                                                           |                                                           |                                                           |                                                           |
| N     | Ouverture / Fermeture 3 janvier 2022 / — | Longueur —                                                | Durée —                                                   | Nb. d’arrêts —                                            | Matériel —                                                | Jours de fonctionnement L, Ma, Me, J, V, S                | Jour / Soir / Nuit / Fêtes O / N / N / N                  | Voy. / an —                                               | Exploitant SAB                                            |
| N     | Desserte : - Communes et lieux desservis : Furiani - Gare desservie : Aucune. |                                                           |                                                           |                                                           |                                                           |                                                           |                                                           |                                                           |                                                           |
| N     | Autre : - Amplitudes horaires : La ligne fonctionne du lundi au vendredi de 7 h 15 à 18 h 20 et le samedi à raison de deux allers-retours par jour. - Particularités : Service prolongé jusqu'à la plage en été. - Date de dernière mise à jour : 3 janvier 2022. |                                                           |                                                           |                                                           |                                                           |                                                           |                                                           |                                                           |                                                           |
| N     | Dernière actualisation : — |                                                           |                                                           |                                                           |                                                           |                                                           |                                                           |                                                           |                                                           |
| N     | Navette Furiani Furnelli | Navette Furiani Furnelli                                  | Navette Furiani Furnelli                                  | Navette Furiani Furnelli                                  | Navette Furiani Furnelli                                  | Navette Furiani Furnelli                                  | Navette Furiani Furnelli                                  | Navette Furiani Furnelli                                  | Navette Furiani Furnelli                                  |
| N     | Furnelli ⥋ San Pancraziu |                                                           |                                                           |                                                           |                                                           |                                                           |                                                           |                                                           |                                                           |
| N     | Ouverture / Fermeture 3 janvier 2022 / — | Longueur —                                                | Durée —                                                   | Nb. d’arrêts —                                            | Matériel —                                                | Jours de fonctionnement L, Ma, Me, J, V, S                | Jour / Soir / Nuit / Fêtes O / N / N / N                  | Voy. / an —                                               | Exploitant SAB                                            |
| N     | Desserte : - Communes et lieux desservis : Furiani - Gare desservie : Aucune. |                                                           |                                                           |                                                           |                                                           |                                                           |                                                           |                                                           |                                                           |
| N     | Autre : - Amplitudes horaires : La ligne fonctionne du lundi au vendredi de 8 h 45 à 18 h et le samedi à raison de deux allers-retours par jour. - Particularités : Service prolongé jusqu'à la plage en été. - Date de dernière mise à jour : 3 janvier 2022.    |                                                           |                                                           |                                                           |                                                           |                                                           |                                                           |                                                           |                                                           |
| N     | Dernière actualisation : — |                                                           |                                                           |                                                           |                                                           |                                                           |                                                           |                                                           |                                                           |
| N     | Navette Furiani Licciola | Navette Furiani Licciola                                  | Navette Furiani Licciola                                  | Navette Furiani Licciola                                  | Navette Furiani Licciola                                  | Navette Furiani Licciola                                  | Navette Furiani Licciola                                  | Navette Furiani Licciola                                  | Navette Furiani Licciola                                  |
| N     | Licciola ⥋ San Pancraziu |                                                           |                                                           |                                                           |                                                           |                                                           |                                                           |                                                           |                                                           |
| N     | Ouverture / Fermeture 3 janvier 2022 / — | Longueur —                                                | Durée —                                                   | Nb. d’arrêts —                                            | Matériel —                                                | Jours de fonctionnement L, Ma, Me, J, V, S                | Jour / Soir / Nuit / Fêtes O / N / N / N                  | Voy. / an —                                               | Exploitant SAB                                            |
| N     | Desserte : - Communes et lieux desservis : Furiani - Gare desservie : Aucune. |                                                           |                                                           |                                                           |                                                           |                                                           |                                                           |                                                           |                                                           |
| N     | Autre : - Amplitudes horaires : La ligne fonctionne du lundi au vendredi de 9 h 15 à 18 h 45 et le samedi à raison de deux allers-retours par jour. - Particularités : Service prolongé jusqu'à la plage en été. - Date de dernière mise à jour : 3 janvier 2022. |                                                           |                                                           |                                                           |                                                           |                                                           |                                                           |                                                           |                                                           |
| N     | Dernière actualisation : — |                                                           |                                                           |                                                           |                                                           |                                                           |                                                           |                                                           |                                                           |

### Transport à la demande
Le service de transport de personnes à mobilité réduite fonctionne sur l'ensemble de l'agglomération.

## État de parc
Le réseau est exploité à l'aide d'une trentaine de véhicules engagés par le délégataire, la Société des Autobus Bastiais (SAB) ainsi qu'un sous-traitant, la Société des autocars Furiani Biguglia (SAFB).

### Véhicules de la SAB
Minibus

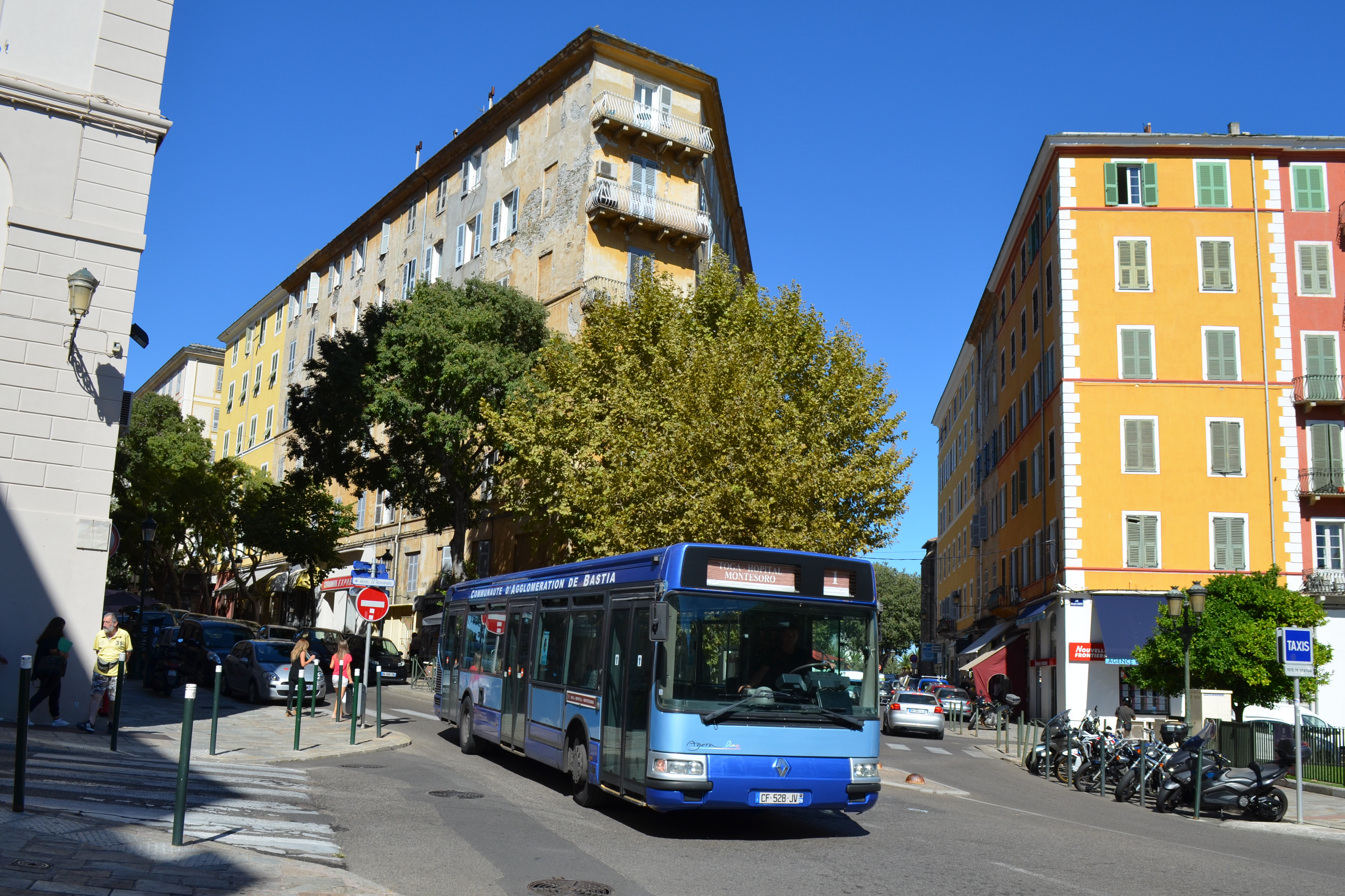
Ancien Renault Agora Line du réseau.

- 1 Omninova Multirider no 049 (minibus sur châssis de Renault Master II)
- 1 Renault Master III no 073
- 1 Dietrich City 23 no 560 (minibus sur châssis Mercedes-Benz Sprinter III)
- 1 Dietrich Noventis 400 no 837 (minibus sur châssis Citroën Jumper II)
- 1 Renault Trafic III no 851
- 3 Mercedes-Benz Vito nos 864, 2731 et 2732
- 2 Renault Master II nos 2028 et inconnu

Midibus
- 2 Heuliez GX 137 L nos 047 et 503
- 2 Heuliez GX 127 L nos 347 et 2429
- 1 Heuliez GX 117 L no 395
- 2 Heuliez GX 117 nos 446 et 481

Standards
- 3 Renault Agora Line nos 123, 172 et 528
- 1 Irisbus Agora Line no 7878
- 4 Heuliez GX 337 Hybrid nos 141, 383, 400 et 591
- 3 Heuliez GX 327 nos 166, 676 et 788
- 1 Renault PR 112 no 476

### Véhicules de la SAFB

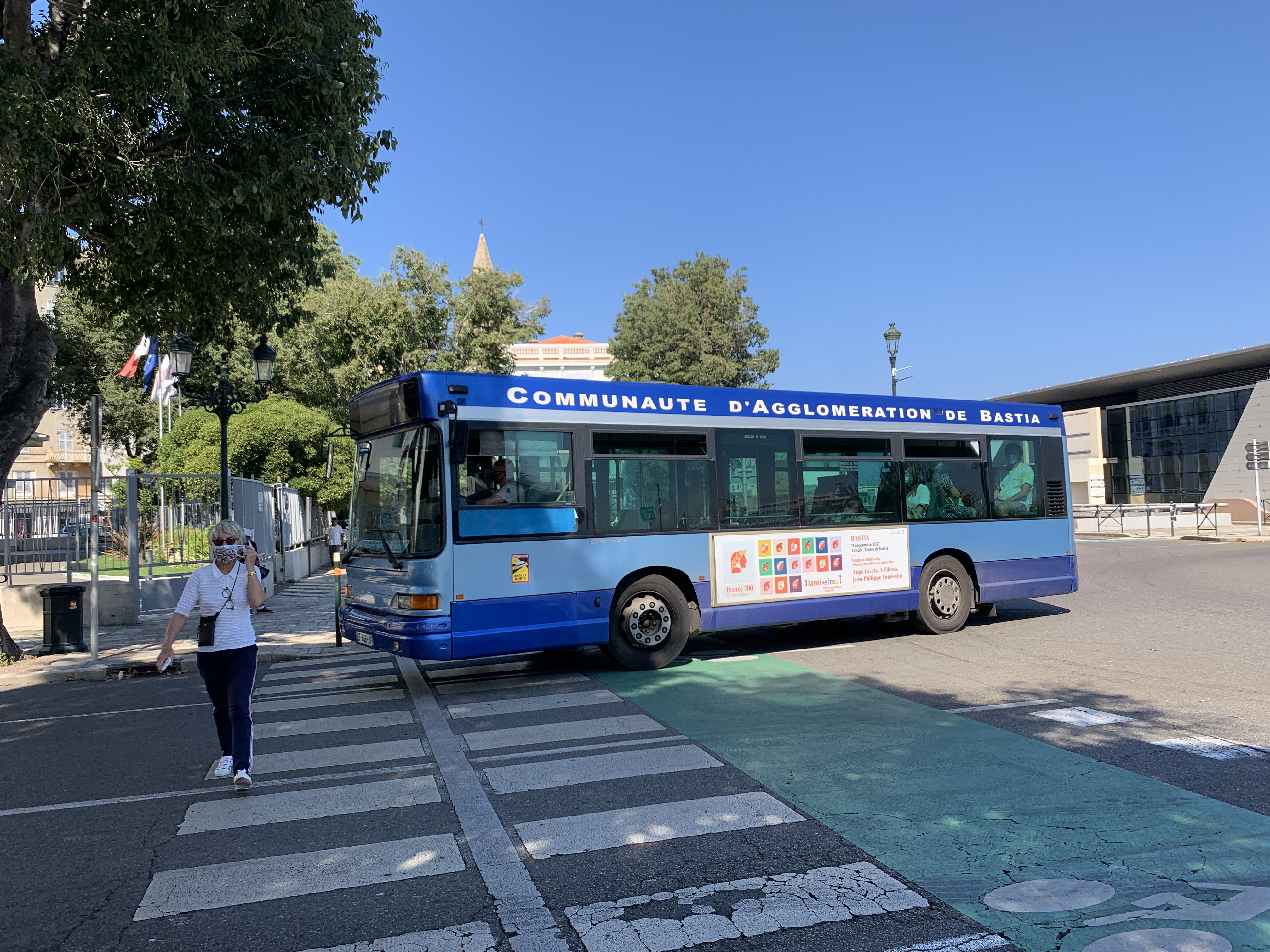
Un Heuliez GX 117.

Minibus
- 1 Mercedes-Benz Vito no inconnu

Midibus
- 1 Heuliez GX 127 no 443
- 3 Heuliez GX 117 nos 215, 518 et 614